# Итранна

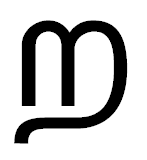

Итранна (இற்றன்னா) — 30-я буква тамильского алфавита, относится к группе валлинам и в зависимости от положения в слове обозначает альвеолярные согласные [r], [t], [d]:
- В интервакальном положении обозначает шумный переднеязычный альвеолярный дрожащий многоударный звук «Р» — ஆறு (ары — река). Как многоударная буква итранна противопоставляется одноударной ирранне.
- В сдвоенном положении или в положении перед согласными обозначает шумный смычный глухой переднеязычный альвеолярный согласный «Т» — கற்பு (катпу — целомудрие). Под влиянием разговорного языка в современном литературном удвоенное «ТТ» (-ற்ற-) часто сопровождается лёгким р-образным альвеолярным призвуком и даже переходит в дентальную группу. В сочетании с другим согласным в разговорном переходит в «Р», причём последующий согласный удваевается — கற்பு (карппу — целомудрие).
- В сочетаниях после согласных обозначает шумный смычный звонкий переднеязычный альвеолярный «Д». Под влиянием разговорного языка в современном литературном часто сопровождается лёгким р-образным альвеолярным призвуком и даже переходит в дентальную группу.